# Kliment Boyadzhiev
Kliment Boyadzhiev (Bulgaars: Климент Бояджиев; Ohrid, 15 april 1861 - Sofia, 15 juli 1933) was een Bulgaarse generaal tijdens de Balkanoorlogen en de Eerste Wereldoorlog.

## Biografie
Hij ging naar de basisschool in zijn geboortestad Ohrid. Na de onafhankelijkheid van Bulgarije in 1878 emigreerde hij naar Sofia. In 1883 studeerde hij af aan de Militaire School in Sofia en in 1895 studeerde hij met uitstekende cijfers af aan de Militaire Academie in Turijn (Italië).
In de Servisch-Bulgaarse Oorlog in 1885 diende hij als adjudant in het Westelijke Korps. Hij onderscheidde zich in de Slag om Lule Burgas tijdens de Eerste Balkanoorlog als commandant van de Vierde Preslav Infanteriedivisie. Tussen 22 augustus 1913 en 1 september 1913 was hij minister van Oorlog.
Tijdens de Eerste Wereldoorlog voerde hij het bevel over het Eerste Leger, dat grote successen boekte tegen het Koninklijk Servische Leger in het Morava-offensief en het Kosovo-offensief. Boyadzhiev bleef bevelhebber tot 25 september 1916, toen hij werd vervangen door Dimitar Geshov en bij de reservisten ging. De generaal ontving vier Bulgaarse medailles voor moed en dapperheid, evenals een Russische onderscheiding. Na de oorlog woonde hij tussen 1918 en 1923 in Duitsland.
Hij was ook een auteur van een reliëfkaart van Bulgarije in 1902.

## Decoraties
- Militaire Orde voor Dapperheid in de Oorlog
- Sint-Alexanderorde
- Militaire Orde van Verdienste
- Orde van Stara Planina, 1e leerjaar met zwaarden - postuum toegekend op 20 december 2012
- Ottomaanse Liakat-medaille